# Río Colorado (kommunhuvudort)
Río Colorado är en kommunhuvudort i Argentina.   Den ligger i provinsen Río Negro, i den centrala delen av landet, 700 km sydväst om huvudstaden Buenos Aires. Río Colorado ligger 81 meter över havet och antalet invånare är 11 314.
Terrängen runt Río Colorado är platt. Trakten runt Río Colorado är nära nog obefolkad, med mindre än två invånare per kvadratkilometer.. Río Colorado är det största samhället i trakten.
Omgivningarna runt Río Colorado är i huvudsak ett öppet busklandskap.